# Trudoliubivka, Mahdalînivka
Trudoliubivka (în ucraineană Трудолюбівка) este un sat în comuna Mariivka din raionul Mahdalînivka, regiunea Dnipropetrovsk, Ucraina.

## Demografie
Componența lingvistică a localității Trudoliubivka
     Ucraineană (82,5%)
     Rusă (17,5%)
Conform recensământului din 2001, majoritatea populației localității Trudoliubivka era vorbitoare de ucraineană (82,5%), existând în minoritate și vorbitori de rusă (17,5%).